# Veretillum tenuis
Veretillum tenuis är en korallart som först beskrevs av Marshall och Fowler 1889.  Veretillum tenuis ingår i släktet Veretillum och familjen Veretillidae. Inga underarter finns listade i Catalogue of Life.